# Pharmacy
Pharmacy è il primo album in studio del duo di musica elettronica svedese Galantis, pubblicato nel 2015.

## Tracce
1. Forever Tonight – 3:37
2. Gold Dust – 3:55
3. In My Head – 3:40
4. Runaway (U & I) – 3:47
5. Dancin' to the Sound of a Broken Heart – 3:38
6. Louder, Harder, Better – 4:26
7. Kill 'Em with the Love – 3:42
8. Call If You Need Me – 4:01
9. Peanut Butter Jelly – 3:24
10. Firebird – 4:08
11. Don't Care – 3:45
12. You – 3:41
13. Water – 3:40